# 白大寺
白大寺（維吾爾語：ئاق مەسچىت‎，也被称为阿克米提寺）位于中华人民共和国新疆维吾尔自治区乌鲁木齐市天山区解放南路441号，是乌鲁木齐市保存较好的维吾尔族清真寺。

## 建築
白大寺由礼拜堂、办公室、洗礼间和门楼四部分组成。其中修建最早的建筑物便是白大寺礼拜堂，后经过数次维修，依然保持原有面貌。白大寺礼拜堂坐西向东，由为券廊和大殿两部分构成。其中为券廊有12根圆木柱，均为绿色。木柱基石为圆形。廊檐则是砖木雕绘的两层图案。白大寺礼拜堂大殿为土木结构建筑。门窗为穹形门窗，由砖砌成。殿内铺设红色绒毯，并设有圣龛，殿内两侧立有圆形木柱，其上有彩色雕花。
1984年，约10米高白大寺的门楼新建而成，门楼有维吾尔风格的图案和镀铜凸珠装饰。门楼顶有伊斯兰教符号新月。白大寺占地超过2000平方米，建筑面积超过3200平方米。白大寺配有空调、饮水机以及方便老人和残疾人使用的桌椅。白大寺同时建有餐厅、水冲式厕所、净身房等设施，并且安装了天然气、宽带、广播电视。白大寺还修建了文化书屋，其中有文学、科普、历史、法律、宗教等各类书刊。

## 歷史
民国十三年（公元1924年），一位从喀什噶尔来到迪化（今乌鲁木齐市）的维吾尔族人在南关一带租借了一间小楼房，并将其设置为礼拜所。后来维吾尔族商人麦松江发起，由居住在附近的维吾尔族居民开始集资，在这个礼拜所的原址之上修建了功能较为全面的清真寺，即白大寺。
1993年，阿布都西克尔·热合木都拉自新疆伊斯兰教经学院毕业，出任二道桥清真寺伊玛目，后来在2001年调任白大寺伊玛目。
2015年，白大寺平时接待约1200名穆斯林，斋月期间超过3000名穆斯林前来做礼拜，主麻日时人数可达到10000人。在斋月期间，除了白大寺的35名工作人员外，居住在白大寺附近的穆斯林亦会前往白大寺帮忙，为斋月期间不回家开斋的穆斯林准备斋饭。而到了肉孜节时，穆斯林会身穿礼服前来礼拜，在白大寺门口会开展跳萨玛舞等活动庆祝开斋。

## 相關事件

### 五一九骚乱
1989年5月15日，甘肃省临夏市的马忠平、马生福二人携带书籍《性风俗》和传单前往白大寺等乌鲁木齐市的清真寺，对当地穆斯林进行煽动。最终导致五一九骚乱的发生。

### 七五事件
2009年7月5日晚，乌鲁木齐七五事件发生后，白大寺保安人员开始疏散人群并关闭白大寺地下商城。躲在地下商城卫生间内的三位汉族女性被正在巡查的白大寺保安人员发现。在安抚三人后，白大寺管委会与公安部门取得联系，并在街面上情况趋于安定以后，由保安人员护送三人前往派出所。
2009年7月10日（星期五），是七五事件之后第一个主麻日，白大寺等乌鲁木齐市一些位于敏感地段的清真寺提出，鉴于社会局势尚且不稳，请教民在家中做礼拜，而清真寺内不举办集体聚礼。2009年7月17日（星期五），是七五事件之后第二个主麻日，包括白大寺在内的乌鲁木齐市区400多座清真寺都向教民开放，这标志着该市伊斯兰教活动在事件后已经全面恢复。

### 外賓來訪
2019年2月27日，塞尔维亚社会党副主席马尔科维奇·普雷德拉格及秘鲁共产党、俄罗斯联邦共产党等30个国家约50个政党的代表访问白大寺。
2020年10月19日到22日，苏丹驻华大使加法尔·艾哈迈德及巴林、沙特阿拉伯、巴勒斯坦国、也门、伊拉克、苏丹等阿拉伯国家驻华使节和阿拉伯国家联盟驻华代表前往白大寺访问。
2021年3月30日，上海合作组织秘书长弗拉基米尔·诺罗夫及亚美尼亚驻华大使谢尔盖·马纳萨良及伊朗、巴基斯坦、俄罗斯、马来西亚、哈萨克斯坦、乌克兰等21国的驻华使节和外交官访问了白大寺。
2021年5月15日，委内瑞拉驻华大使菲利克斯·普拉森西亚及智利、巴西、哥伦比亚、古巴、墨西哥等18个拉美和加勒比国家驻华使节及外交官访问白大寺。
2021年5月29日，贝宁驻华大使西蒙·阿多韦兰德及喀麦隆、莫桑比克、塞拉利昂、索马里、毛里求斯等30个非洲国家的驻华使节及外交官和非洲联盟驻华代表参观了白大寺。